# Costaricaseglare
Costaricaseglare (Chaetura fumosa) är en fågel i familjen seglare.

## Utseende och läte
Costaricaseglaren är en liten seglare, minst i större delen av sitt utbredningsområde. Den är helmörk med kontrasterande ljus övergump och strupe, men dock vara svårt att se. Liksom många andra seglare består lätet av kvittrande ljud.

## Utbredning och systematik
Fågeln förekommer i sydvästra Costa Rica och västra Panama. Den behandlas som monotypisk, det vill säga att den inte delas in i några underarter. 

## Levnadssätt
Costaricaseglaren ses vanligen i flockar över skog och mer öppna områden.

## Status
Arten har ett begränsat utbredningsområde, men beståndet tros vara stabilt. IUCN kategoriserar arten som livskraftig. Världspopulationen uppskattas till mellan 20 000 och 50 000 vuxna individer.